# Championnats du monde d'escrime 1948
Navigation
Édition précédente Édition suivante
Les Championnats du monde d'escrime 1948 se déroulent à La Haye. Ils ne comprennent qu'une seule épreuve, le fleuret féminin par équipes, absente des Jeux olympiques de Londres en 1948.

## Résultats
| Épreuves                               | Or | Argent                                                                                        | Bronze                                                                                            |
| -------------------------------------- | --- | --------------------------------------------------------------------------------------------- | ------------------------------------------------------------------------------------------------- |
| Fleuret                                | |                                                                                               |                                                                                                   |
| Femmes par équipes résultats détaillés | Danemark- Solveig Jørgensen - Karen Lachmann - Kate Mahaut - Grete Olsen - Ulla Barding - Kirsten Suhr-Hansen | Hongrie- Ilona Elek - Margit Elek - Éva Kun - Katalin Horváth - Magdolna Nyári - Ilona Vargha | France- Jacqueline Baudot - Renée Garilhe - Françoise Gouny - Alice Karren - Louisette Malherbaud |

## Tableau des médailles
| Rang  | Nation   | Or | Argent | Bronze | Total |
| ----- | -------- | -- | ------ | ------ | ----- |
| 1     | Danemark | 1  | 0      | 0      | 1     |
| 2     | Hongrie  | 0  | 1      | 0      | 1     |
| 3     | France   | 0  | 0      | 1      | 1     |
| TOTAL | TOTAL    | 1  | 1      | 1      | 3     |